# Mohamed Malallah
Mohamed Malallah Hassan Malallah Mohamed (tiếng Ả Rập: محمد مال الله حسن مال الله; sinh ngày 1 tháng 4 năm 1984) là một cầu thủ bóng đá người Các Tiểu vương quốc Ả Rập Thống nhất. hiện tại thi đấu ở vị trí tiền đạo thi đấu cho Hatta và từng ở đội tuyển Olympic UAE năm 2004.

## Sự nghiệp câu lạc bộ

### Al-Khaleej
Mohamed bắt đầu sự nghiệp với Al Khaleej Club. Tài năng được thể hiện khi anh vào đội một và ghi nhiều bàn thắng cho câu lạc bộ.
Anh cũng đóng góp và việc nhiều lần được lên chơi First Division.

## Sự nghiệp quốc tế
Malallah thi đấu cho the UAE tại vòng chung kết Giải vô địch bóng đá trẻ thế giới 2003.